# Opasanjek
Opasanjek is een plaats in de gemeente Zlatar Bistrica in de Kroatische provincie Krapina-Zagorje. De plaats telt 108 inwoners (2001).